# Sistema Hermosura
Sistema Hermosura – jaskinia krasowa w północno-wschodniej Kolumbii, w departamencie Norte de Santander, w Kordylierze Wschodniej.